# Peter Berben
Peter Berben est un homme politique belge (membre du PVV), né à Neerpelt le 29 mai 1941.
Il fut notaire et conseiller communal à Neerpelt.
Il fut membre de la chambre des Représentants (1987-1995) et en tant que tel membre du Vlaamse Raad.